# Paraeuphysilla
Paraeuphysilla is een geslacht van neteldieren uit de  familie van de Corymorphidae.

## Soort
- Paraeuphysilla taiwanensis Xu, Huang & Go, 2011